# Комата Акіра
Акіра Комата (31 січня 1998 , Префектура Ніїґата ) — японський фехтувальник на шпагах, срібний призер Олімпійських ігор 2024 року.

## Виступи на Олімпіадах
| Олімпіада  | Дисципліна     | Місце |
| ---------- | -------------- | ----- |
| Париж 2024 | командна шпага | 2     |